# Hydatody
Hydatody – nieduże struktury występujące u roślin, mające za zadanie usuwanie nadmiaru wody w przypadku obniżonej transpiracji. Wraz z wodą usuwane są niewielkie ilości soli mineralnych i substancji organicznych. Zjawisko to nazywa się gutacją (łac. gutta – kropla). Hydatody zdolne są również do pobierania wody. Mogą występować jako:
- wypotniki – o charakterze gruczołowatym i składają się z komórek wydzielniczych. Komórkami wypotnikowymi są albo specjalne cienkościenne (nierównomiernie zgrubiała ściana komórkowa) komórki skórki pozwalające przenikać wodzie (h. epidermalne[2]) albo wydzielające wodę włoski gruczołowe[3].
- szparki wodne (h. epitemalne[2]) – przestwór między dwiema komórkami skórki, pod którym znajduje się komora wodna, w której zbiera się woda dostająca się tam przez epitem (specjalna tkanka miękiszowa) z wiązek doprowadzających wodę. Następnie woda jest wydzielana na zewnątrz[3].